# Cabana de l'Aigüeta de la Bal
El Refugi Aigüeta de la Bal o cabana Aigüeta de la Bal està situat a la vall de l'Aigüeta de la Bal a la Ribargorça, al peu de la Tuca de Sillerets, a 2.000 m d'altitud. És una vella cabana de pastors amb 4 places sense comoditats i té com a refugi de muntanya més proper l'Àngel Orús. Es troba en el camí d'accés a la tuca de la Llàntia i la travessa de les valls de Grist i Gistau.